# Julien Vercauteren
Julien Vercauteren (12 de janeiro de 1993) é um futebolista profissional belga que atua como defensor.

## Carreira
Julien Vercauteren começou a carreira no Lierse SK.